# U.S. Salernitana 1919
Unione Sportiva Salernitana 1919, i daglig sprog kaldet bare Salernitana, er en italiensk fodboldklub fra Salerno, som spiller i landets næstbedste række Serie B. Klubben blev oprindeligt grundlagt i 1919, men er siden blev genoprettet tre gange på grund af økonomiske problemer, senest i 2011.

## Historie
Klubben blev oprindeligt etableret i 1919 under navnet Unione Sportiva Salernitana. Klubben spillede i sine første år, henholdsvis den anden- og tredjebedste række frem til 1947, hvor at klubben for første gang rykkede op i Serie A. De rykkede dog direkte ned igen i deres debutsæson i Serie A. Klubben blev i 1978 omdøbt til Salernitana Sport.
50 år efter at Salernitana rykkede ud af Serie A, vendte klubben tilbage til den bedste række efter oprykning i 1998. Igen lykkedes det dog kun 1 sæson i den bedste række, før at nedrykning ramte igen. Årene efter deres et-årige retur til Serie A blev klubbens sværeste periode. I 2005 gik klubben konkurs, og blev herefter genstartet under navnet Salernitana Calcio 1919. Der gik herefter kun 6 år før at klubben igen var fallit, og igen måtte genstarte fra Serie D, denne gang under navnet Salerno Calcio.
Klubben blev i 2012 omdøbt igen, denne gang fik de deres nuværende navn US Salernitana 1919. Klubben kæmpede sig over de næste år op igennem de italienske rækker, før de i 2021 sikrede oprykning til Serie A, 23 år og to konkurser efter deres sidste periode i den bedste række.

## Nuværende spillertrup
Oversigten er opdateret til og med 15. februar 2024.| Nr. | Land       | Position | Spiller                                  |
| --- | ---------- | -------- | ---------------------------------------- |
| 1   | Italien    | MM       | Vincenzo Fiorillo                        |
| 3   | Kroatien   | FO       | Domagoj Bradarić                         |
| 4   | Grækenland | FO       | Triantafyllos Pasalidis                  |
| 5   | Tyskland   | FO       | Jérôme Boateng                           |
| 6   | Frankrig   | FO       | Junior Sambia                            |
| 7   | Argentina  | MI       | Agustín Martegani (Lånt fra San Lorenzo) |
| 9   | Nigeria    | AN       | Simy                                     |
| 10  | Senegal    | AN       | Boulaye Dia                              |
| 11  | Frankrig   | MI       | Iron Gomis (Lånt fra Kasımpaşa)          |
| 13  | Mexico     | MM       | Guillermo Ochoa                          |
| 14  | Israel     | AN       | Shon Weissman (Lånt fra Granada)         |
| 17  | Argentina  | FO       | Federico Fazio (anfører)                 |
| 18  | Mali       | MI       | Lassana Coulibaly                        |
| 20  | Cypern     | MI       | Grigoris Kastanos                        |
| 22  | Nigeria    | AN       | Chukwubuikem Ikwuemesi                   |

| Nr. | Land       | Position | Spiller                                |
| --- | ---------- | -------- | -------------------------------------- |
| 23  | Slovakiet  | FO       | Norbert Gyömbér                        |
| 24  | Argentina  | FO       | Marco Pellegrino (Lånt fra AC Milan)   |
| 25  | Italien    | MI       | Giulio Maggiore                        |
| 26  | Kroatien   | MI       | Toma Bašić (Lånt fra Lazio)            |
| 27  | Italien    | FO       | Niccolò Pierozzi (Lånt fra Fiorentina) |
| 33  | Frankrig   | AN       | Loum Tchaouna                          |
| 36  | Rumænien   | MI       | Andres Sfait                           |
| 44  | Grækenland | FO       | Kostas Manolas                         |
| 55  | Italien    | MI       | Emanuel Vignato (Lånt fra Pisa)        |
| 56  | Frankrig   | MM       | Benoît Costil                          |
| 59  | Italien    | FO       | Alessandro Zanoli                      |
| 62  | Italien    | MM       | Pasquale Allocca                       |
| 87  | Italien    | MI       | Antonio Candreva                       |
| 98  | Italien    | FO       | Lorenzo Pirola                         |
| 99  | Polen      | MI       | Mateusz Łęgowski                       |